# جان دوتو
جان دوتو (بالفرنسية: Jean Dotto)‏ (مواليد 27 مارس 1928 - الوفاة 20 فبراير 2000) كان دراج فرنسي في صنف سباق الدراجات على الطريق.

## سباقات أو مراحل فاز بها
- طواف فرنسا
- طواف إسبانيا

## روابط خارجية
- جان دوتو على موقع أرشيف الدراجات (الإنجليزية)
- جان دوتو على موقع إحصائيات الدراجات الإحترافية (الإنجليزية)
- جان دوتو على موقع CycleBase (الإنجليزية)